# 밀크우드 아래에서
밀크우드 아래에서 (Under Milk Wood)는 웨일즈 출신 시인 딜런 토마스 (Dylan Thomas)의 1954년 라디오 드라마이다. BBC의 의뢰 하에 제작된 라디오 드라마는 토마스의 대표작으로 그의 사망 6주 후 방영되었으며, 훗날 연극으로 각색되었다. 앤드류 싱클레어 (Andrew Sinclair) 감독의 영화 버전이 1972년에 개봉되었고, 핍 브로우튼 (Pip Broughton) 감독의 각색작이 원작 60주년을 맞아 2014년 텔레비전으로 상연되었다.
전지적 서술자의 시각으로 가상의 작은 웨일즈 어촌인 Llareggub (buggerall을 거꾸로 표기함, ‘모든 것을 집어치워’ 라는 뜻의 비속어) 주민들의 꿈과 내면의 생각을 관객에게 노출하는 형식으로 전개되는 극아다.
마을 주민으로는 죽은 두 남편을 끊임없이 잔소리하는 Ogmore-Pritchard 부인, 항해 시절을 회상하는 Captain Cat, Dai Breads 가 부인 두 명, 음악에 집착하는 Organ Morgan, 그리고 죽은 애인을 그리워하는 Polly Garter 등이 출연한다. 마을 사람들이 기상하며, 그들의 무의식이 그들의 깨어있을 때 삶에 어떤 영향을 미치는지 알게 된 상태에서 관객은 그들이 일상 업무을 지켜본다.